# 利汎科技
利汎科技股份有限公司（Lefram Technology Corporation），簡稱利汎科技或利汎 ，英文簡寫「Lefram」，創立於1996年7月，與六福村主題樂園鄰近，廠區面積3630坪，工廠面積2420坪(800坪/層)；總投資額新台幣10億，實收資本額新台幣4.45億，主要投資有義芳化學股份有限公司、中華開發股份有限公司、中實投資股份有限公司、及利汎本身的專業經營團隊成員。
業務範圍涵蓋導線架（lead frame）、模具（mold）
於2004年9月，經 中華民國證券櫃枱買賣中心，核准為興櫃股票。
2021年11月汙染事件(出處：https://www.chinatimes.com/newspapers/20211109000459-260107?chdtv&fbclid=IwAR3CuFpEYvl0h5SHOYVi5o4nmpqelaO6T8_vUfe-PYdQs0cDMVwtng00EJs （页面存档备份，存于）)
環保局說明汙染事件發生原因，指利汎科技目前正更換廢水處理設備，該局為此裝設監控系統，5日傍晚發現監控數值出現異常，派員到現場了解時發現是連接管線破裂，致廢液強酸外洩流入冷水溪。
環保局當晚在冷水溪檢測水質，PH數值是1.37，顯示是強酸，並發現有魚群死亡，當地居民6日凌晨發現後也通報，環保局依水汙法規定可裁處6萬元以上到2千萬元的罰鍰。
在地方人士宣講及抗議40多分鐘後，利汎科技總經理鄭龍坤由劉德樑進廠陪同出來，並被請到貨車上當場向在場民眾道歉。
鄭龍坤說，廠方為達到環保永續經營目標，花了近8千萬元更新廢水處理設備，預定年底完成後可回收8成廢水再利用，因施工不慎，廠方也有監工不周責任。
地方人士要求利汎要負責出錢為民眾做飲用水安全檢驗，鄭龍坤承諾限定使用冷水溪的民眾，並同意廢水處理設備完工後，讓地方人士參觀，有民代要求若再發生廢水汙染問題，利汎要搬離關西，鄭龍坤回應說會依照政府規定，「該怎麼辦就怎麼辦！」

## 外部連結
- 利汎科技股份有限公司 （页面存档备份，存于）
- 義芳化學股份有限公司 （页面存档备份，存于）